# Élections législatives surinamaises de 2015
Les élections législatives surinamaises de 2015 se déroulent le 25 mai 2015 afin de renouveler les membres de l'Assemblée nationale du Suriname. 
Elles sont remportées par le Parti national démocratique du président Desi Bouterse, qui avec 26 sièges sur 51 obtient la majorité absolue mais pas celle des 2/3 nécessaire à sa réélection, forçant le président à conclure comme en 2010 des alliances avec l'opposition.
Le 14 juillet 2015, l'Assemblée nationale réélit Desi Bouterse, seul candidat, pour un deuxième mandat de président de la République. 

## Système électoral

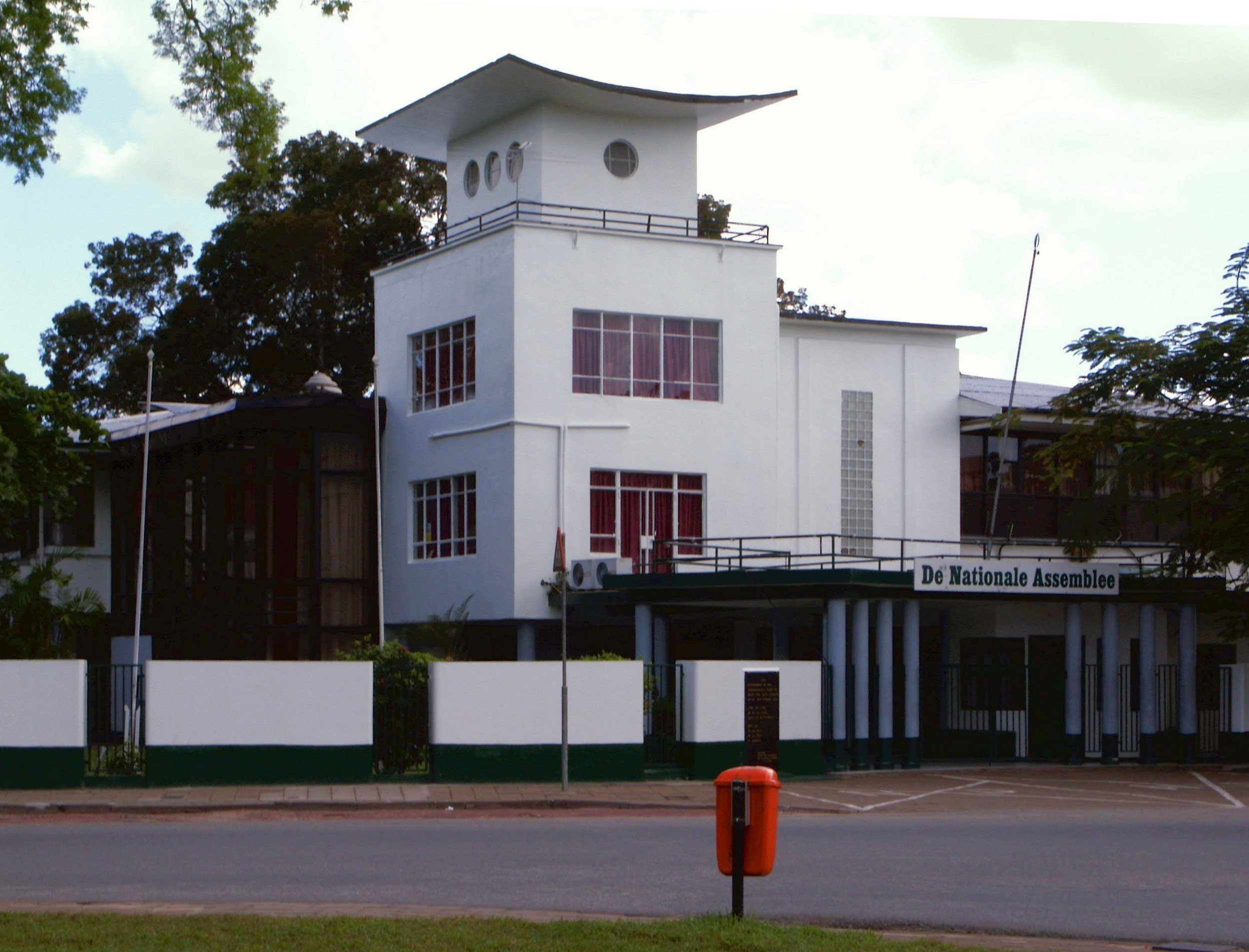
Bâtiment de l'assemblée à Paramaribo.

L'Assemblée nationale est un parlement unicaméral doté de 51 sièges pourvus pour cinq ans au scrutin proportionnel plurinominal dans dix circonscriptions de 2 à 17 sièges correspondants aux districts du pays. Les électeurs ont également la possibilité d'effectuer un vote préférentiel pour l'un des candidats de la liste choisie afin de faire monter sa place dans celle ci. 
|           |            |           |        |  |
| Districts | Districts  | Habitants | Sièges |  |
| 1         | Paramaribo | 240 924   | 17     |  |
| 2         | Wanica     | 118 222   | 7      |  |
| 3         | Nickerie   | 34 233    | 5      |  |
| 4         | Coronie    | 3 391     | 2      |  |
| 5         | Saramacca  | 17 480    | 3      |  |
| 6         | Commewijne | 31 420    | 4      |  |
| 7         | Para       | 24 700    | 3      |  |
| 8         | Marowijne  | 18 294    | 3      |  |
| 9         | Brokopondo | 15 909    | 3      |  |
| 10        | Sipaliwini | 37 065    | 4      |  |
|           |            |           |        |  |
| Total     | Total      | 541 638   | 51     |  |

Après décompte des suffrages, le premier siège de chaque circonscription est attribué à la liste arrivée en tête, puis les suivants répartis selon la méthode d'Hondt au quotient simple, sans seuil électoral. Les votes préférentiels sont pris en compte pour l'attribution du premier siège, qui revient au candidat de la liste en ayant recueilli le plus dans sa circonscription, puis pour les suivants lorsque le total réunit par un candidat est supérieur au quota de Hare, c'est-à-dire le nombre de votes obtenus par sa liste divisé par le nombre de sièges remportés par celle-ci.
La clé de répartition des sièges par district se fonde sur leur population mais favorise l'intérieur du pays au détriment de la capitale Paramaribo. Celle ci, qui totalise 40 % de la population du pays en 2018, n'est ainsi représentée que par 17 sièges sur 51, soit 33 %.
Les candidats doivent être âgés d'au moins 21 ans, avoir la citoyenneté, résider dans leurs circonscription depuis au moins deux ans avant les élections, et appartenir à un parti politique. Les candidatures sans étiquette sont par conséquent impossibles.
Le Suriname fait partie des rares pays possédant un régime parlementaire doté d'un chef de l’exécutif fort à la fois chef de l’État et du gouvernement mais élu au scrutin indirect par le parlement pour un mandat concomitant au sien. À la suite de chaque élections législatives, l'Assemblée nationale élit un nouveau président à la majorité qualifiée des deux tiers. Les candidats doivent être âgés d'au moins trente ans, avoir la nationalité et avoir résidé au Surinam les six dernières années. Si aucun d'entre eux ne réunit le nombre requis de voix après deux tours de scrutin, l'assemblée et les conseils municipaux des dix districts du pays se réunissent en Congrès pour élire un candidat à la majorité absolue

## Résultats
|                        |                                                          |         |       |        |               |  |  |  |  |
| Partis                 | Partis                                                   | Votes   | %     | Sièges | +/–           |  |  |  |  |
|                        | Parti national démocratique                              | 117 205 | 45,49 | 26     | 3             |  |  |  |  |
|                        | Alliance V7                                              | 96 008  | 37,27 | 18     | Cn            |  |  |  |  |
|                        | A-Combinatie                                             | 27 374  | 10,63 | 5      | 2             |  |  |  |  |
|                        | Parti pour la démocratie et le développement par l'unité | 11 069  | 4,30  | 1      | en stagnation |  |  |  |  |
|                        | Union progressiste des travailleurs et paysans           | 1 736   | 0,67  | 1      | Cn            |  |  |  |  |
|                        | A Nyun Combinatie                                        | 1 045   | 0,41  | 0      | en stagnation |  |  |  |  |
|                        | Front Mega                                               | 1 025   | 0,40  | 0      | en stagnation |  |  |  |  |
|                        | Parti de l'amazonie                                      | 786     | 0,31  | 0      | en stagnation |  |  |  |  |
|                        | Pour une vie durable et juste                            | 663     | 0,26  | 0      | en stagnation |  |  |  |  |
|                        | Parti pour l'intégrité et l'égalité                      | 411     | 0,16  | 0      | en stagnation |  |  |  |  |
|                        | Parti du développement national                          | 303     | 0,12  | 0      | en stagnation |  |  |  |  |
|                        |                                                          |         |       |        |               |  |  |  |  |
| Votes valides          | Votes valides                                            | 257 625 | 96,88 |        |               |  |  |  |  |
| Votes blancs et nuls   | Votes blancs et nuls                                     | 8 284   | 3,12  |        |               |  |  |  |  |
| Total                  | Total                                                    | 265 909 | 100   | 51     | en stagnation |  |  |  |  |
| Abstentions            | Abstentions                                              | 90 314  | 25,35 |        |               |  |  |  |  |
| Inscrits/participation | Inscrits/participation                                   | 356 223 | 74,65 |        |               |  |  |  |  |